# Lijst van presentatoren van de KRO
Dit is een lijst van presentatoren en presentatrices die bij de KRO werken of gewerkt hebben.

## A
- Ajouad El Miloudi

## B
- Dieuwertje Blok
- Vivian Boelen
- Derk Bolt
- Daan Boom
- Arie Boomsma
- Berend Boudewijn
- Bob Bouma
- Mies Bouwman
- Ted de Braak
- Robert ten Brink
- Mariëtte Bruggeman
- Hansje Bunschoten
- Daphne Bunskoek

## C
- Rudi Carrell

## E
- Anne van Egmond
- Sofie van den Enk
- Rémi van der Elzen

## F
- Leo Fijen
- Willibrord Frequin

## G
- Richard Groenendijk
- Karin de Groot

## H
- Lottie Hellingman
- Ruud Hermans
- Aad van den Heuvel
- Theodor Holman
- Marc de Hond
- Marc-Marie Huijbregts
- Henny Huisman
- Brecht van Hulten
- Carl Huybrechts

## J
- Yvon Jaspers

## K
- Rob Kamphues
- Marnix Kappers
- Jort Kelder
- Manuëla Kemp
- Wilfred Kemp
- Marjolein Keuning
- Sven Kockelmann
- Jeanne Kooijmans
- Frank Kramer
- Wouter Kurpershoek
- Klaas van Kruistum

## L
- Sebastiaan Labrie
- Ad Langebent
- Leo de Later
- Hannie Lips
- Patrick Lodiers

## M
- Mirella van Markus
- Han van der Meer
- Antje Monteiro
- Erik van Muiswinkel

## N
- Sybrand Niessen
- Edvard Niessing

## O
- Martine van Os
- Tetske van Ossewaarde

## P
- Han Peekel
- Debby Petter
- Fons de Poel
- Frits van der Poel
- Winfried Povel

## R
- Joop Reinboud
- Willem Ruis

## S
- Tim Senders
- Odette Simons
- Frits Spits
- Stefan Stasse
- Herman Stok

## T
- Johan Terryn
- Peter Tetteroo

## V
- Marcel Vanthilt
- Ton Verlind
- Marcel Verreck

## W
- Maartje van Weegen
- Ed van Westerloo
- Anita Witzier
- Hella van der Wijst
- Hans van Willigenburg

## Z
- Aart Zeeman